# Leptotarsus (Aurotipula) flavoscapus
Leptotarsus (Aurotipula) flavoscapus is een tweevleugelige uit de familie langpootmuggen (Tipulidae). De soort komt voor in het Australaziatisch gebied.